# Gramalote (ort)
Gramalote är en ort i Colombia.   Den ligger i departementet Norte de Santander, i den norra delen av landet, 400 km norr om huvudstaden Bogotá. Gramalote ligger 1 038 meter över havet och antalet invånare är 3 577.
Terrängen runt Gramalote är bergig åt nordväst, men åt sydost är den kuperad. Runt Gramalote är det ganska glesbefolkat, med 21 invånare per kvadratkilometer. Gramalote är det största samhället i trakten. I omgivningarna runt Gramalote växer i huvudsak städsegrön lövskog.